# エゴン・シーレ 死と乙女
『エゴン・シーレ 死と乙女』（エゴン・シーレ しとおとめ、Egon Schiele: Tod und Mädchen）は2016年のオーストリア・ルクセンブルクの伝記映画。
監督はディーター・ベルナー、出演はノア・ザーヴェトラとマレジ・リークナー、ヴァレリー・パフナーなど。
20世紀初頭のウィーンで活躍し、28歳で病死した画家エゴン・シーレの後半生を描いている。

## ストーリー
エゴン・シーレの生涯のうち、ウィーン美術アカデミーを中退して仲間たちと「新芸術集団」を結成した1910年から1918年に病死するまでを、モデルとなった女性たちとの関係を中心に、病死直前の数日間の姿を交えながら描いている。

## キャスト
- エゴン・シーレ: ノア・ザーヴェトラ（ドイツ語版） - 画家。
- ゲルティ・シーレ: マレジ・リークナー（ドイツ語版） - エゴンの4歳下の妹で絵のモデル。
- ヴァリ・ノイツェル: ヴァレリー・パフナー（ドイツ語版） - モデル。エゴンのミューズに。
- モア・マンドゥ: ラリッサ・アイミー・ブライトバッフ（ドイツ語版） - ダンサー。モデル。
- エディット・ハルムス: マリー・ユンク（ルクセンブルク語版） - エゴンのモデル。後に妻に。
- アデーレ・ハルムス: エリザベト・ウムラウフト - エゴンのモデル。エディットの姉。
- アントン・ペシュカ: トーマス・シューベルト（ドイツ語版） - エゴンの芸術仲間。ゲルティの後の夫。
- ドム・オーゼン: ダニエル・シュトレーサー（ドイツ語版） - エゴンの芸術仲間。
- グスタフ・クリムト: コルネリオス・オボニャ（ドイツ語版） - 有名画家。エゴンを支援。